# Ben Haverkort
Bernardus Hermanus (Ben) Haverkort (Amsterdam, 27 oktober 1961) is een voormalig Nederlands voetbalscheidsrechter die van 1999 tot 2011 in de Eredivisie arbitreerde. Ook was Haverkort in jongere jaren als speler actief in het betaald voetbal.

## Carrière
Ben Haverkort begon als amateurvoetballer bij Amstelland en later Ajax, waar hij later ook een profcontract kreeg. Na Ajax speelde hij achtereenvolgens voor Telstar, Cambuur Leeuwarden en Emmen. Bij deze laatste club stopte op 1 juli 1995 zijn voetbalcarrière.
Na te zijn gestopt als betaald voetballer volgde Haverkort een cursus voor ex-profs om scheidsrechter te worden. Op 13 maart 1999 debuteerde hij als scheidsrechter in het betaald voetbal door het duel tussen Excelsior en RBC te fluiten. Haverkort maakte op 14 mei 2002 zijn Europees debuut met de ontmoeting tussen Bulgarije en Tsjechië voor spelers onder de 19 jaar. Haverkort stopte na het seizoen 2010/2011 als betaaldvoetbalscheidsrechter.
Na zes jaar bij de commerciële afdeling van FC Groningen te hebben gewerkt zit Haverkort sinds het seizoen 2017/2018 in de directie van FC Emmen.